# Peremoha (obwód doniecki)
Peremoha (ukr. Перемога) – wieś na Ukrainie, w obwodzie donieckim, w rejonie pokrowskim, w hromadzie Marjinka. W 2001 liczyła 144 mieszkańców.